# Calonotos aequimaculatus
Calonotos aequimaculatus är en fjärilsart som beskrevs av Hans Zerny 1931. Calonotos aequimaculatus ingår i släktet Calonotos och familjen björnspinnare. Inga underarter finns listade i Catalogue of Life.